# 마레크 민탈
마레크 민탈(Marek Mintál, 1977년 9월 2일, 질리나 ~)는 은퇴한 슬로바키아의 축구 선수이다.

## 경력
민탈은 슬로바키아의 MŠK 질리나에서 데뷔하였고, 그는 팀의 2001-02 시즌과 2002-03 시즌의 2연패를 도왔다. 이 시즌 동안 민탈은 각각 20골 (2001-02 시즌), 21골 (2002-03 시즌) 을 득점하였다. 그는 골수로 두 시즌 모두 1위를 기록하여 득점왕이 되었다. 그에 따라 그는 2002년 2월 6일에 국가대표팀에 처음으로 차출되었다. 그는 슬로바키아 국가대표팀 경기에 45번 참여하여 14골을 득점하였다.
2002-03 시즌 이후, 그는 €100,000 정도의 가격에 1. FC 뉘른베르크로 이적하였고, 민탈의 이적시 MŠK 질리나가 이적료 일부를 받도록 합의를 보았다. 그가 새로 합류한 클럽은 당시 2. 푸스발-분데스리가 소속이었다. 그는 득점 행진을 이어나가 18골을 득점하여 독일 2부리그 득점왕이 되었으며, 뉘른베르크가 한 시즌만에 다시 분데스리가로 승격되는데 일조하였다. 그 시즌 동안, 민탈은 공격형 미드필더로, 그의 플레이가 알려지지 못해 그에게, "유령", "저격수", "스텔스 폭격기"라는 수식어가 따라다녔다. 그 다음 해, 민탈은 푸스발-분데스리가에서 24골을 득점하며 득점왕이 되었고, 뉘른베르크의 1부리그 잔류에 큰 힘을 주었다.
계속된 득점 행진은 2005년 여름에 그의 빅클럽 이적 루머를 돌게 하였다. 그는 리버풀 FC, 베식타시 JK, 비야레알 CF, 그리고 VfB 슈투트가르트와 링크되었다. 이 루머를 일축시킨 민탈은 뉘른베르크 잔류를 선언하였다. 하지만 그 다음 시즌의 성적은 참혹했는데, 그는 5달을 사이에 두고 두번 발 골절을 당하였다. 그에 따라, 그는 이 시즌에 4경기 출전 1골에 그쳤다.
그는 보루시아 묀헨글라트바흐전의 60분에 교체투입되며 복귀를 신고하였다. 2주 후, 그는 다시 국가대표팀 경기에 차출되어 키프로스를 상대로 2골을 득점하였다. 같은 해 말, 그는 또다시 발 부상을 당하여 두 번째 수술을 하여야만 했다.
민탈은 2007년에 1. FC 뉘른베르크 소속으로 DFB-포칼을 우승하였다. 이 결승전에서, 그는 1골을 득점하였으나, VfB 슈투트가르트와 포르투갈의 수비수 페르난두 메이라에게 부상을 당하였다. 1. FC 뉘른베르크는 연장 끝에 3-2 승리를 거두었다. 그는 AZ 알크마르와의 UEFA컵 경기에서 득점을 하며 팀을 다음 라운드로 진출시켰다.

## 국가대표팀 득점 기록
| #  | 날짜             | 경기장                     | 상대         | 점수 | 최종결과 | 대회                    |
| -- | ---------------- | -------------------------- | ------------ | ---- | -------- | ----------------------- |
| 1  | 2002년 2월 6일   | 테헤란, 이란               | 이란         | 3–2  | 승       | 친선경기                |
| 2  | 2002년 5월 14일  | 프레쇼우, 슬로바키아       | 우즈베키스탄 | 4–1  | 승       | 친선경기                |
| 3  | 2004년 3월 31일  | 브라티슬라바, 슬로바키아   | 오스트리아   | 1–1  | 무       | 친선경기                |
| 4  | 2004년 9월 8일   | 브라티슬라바, 슬로바키아   | 리히텐슈타인 | 7–0  | 승       | 2006년 FIFA 월드컵 예선 |
| 5  | 2005년 3월 26일  | 탈린, 에스토니아           | 에스토니아   | 2–1  | 승       | 2006년 FIFA 월드컵 예선 |
| 6  | 2005년 6월 8일   | 룩셈부르크, 룩셈부르크     | 룩셈부르크   | 4–0  | 승       | 2006년 FIFA 월드컵 예선 |
| 7  | 2006년 9월 2일   | 브라티슬라바, 슬로바키아   | 키프로스     | 6–1  | 승       | UEFA 유로 2008 예선     |
| 8  | 2006년 9월 2일   | 브라티슬라바, 슬로바키아   | 키프로스     | 6–1  | 승       | UEFA 유로 2008 예선     |
| 9  | 2006년 10월 7일  | 카디프, 웨일스             | 웨일스       | 5–1  | 승       | UEFA 유로 2008 예선     |
| 10 | 2006년 10월 7일  | 카디프, 웨일스             | 웨일스       | 5–1  | 승       | UEFA 유로 2008 예선     |
| 11 | 2006년 11월 15일 | 질리나, 슬로바키아         | 불가리아     | 3–1  | 승       | 친선경기                |
| 12 | 2007년 9월 12일  | 트르나바, 슬로바키아       | 웨일스       | 2–5  | 패       | UEFA 유로 2008 예선     |
| 13 | 2007년 9월 12일  | 트르나바, 슬로바키아       | 웨일스       | 2–5  | 패       | UEFA 유로 2008 예선     |
| 14 | 2008년 3월 26일  | 즐라테모라우체, 슬로바키아 | 아이슬란드   | 1–2  | 패       | 친선경기                |

## 수상
2011년 1월 15일 기준

### 클럽
- 슬로바키아 수페르리가: 2001–02, 2002–03
- 2. 푸스발-분데스리가: 2003–04
- 슬로바키아 슈퍼컵: 2003
- DFB-포칼: 2006–07

### 개인
- 슬로바키아 수페르리가 득점왕: 2001–02, 2002–03
- 2. 푸스발-분데스리가 득점왕: 2003–04, 2008–09
- 슬로바키아 올해의 축구 선수: 2004, 2005
- 슬로바키아 10년의 축구 선수: 2000–2009
- 푸스발-분데스리가 득점왕: 2004-05